# Piotr Makarewicz (generał)
Piotr Gerard Makarewicz (ur. 3 października 1953 w Rzepinie) – polski dowódca wojskowy, generał dywizji Wojska Polskiego.

## Życiorys
Jest synem generała dywizji Kazimierza Makarewicza i Marii z domu Miller. W 1972 roku, po ukończeniu XLIV Liceum Ogólnokształcącego im. Antoniego Dobiszewskiego w Warszawie rozpoczął studia na Wydziale Mechanicznym Wojskowej Akademii Technicznej im. Jarosława Dąbrowskiego w Warszawie. W latach 1975–1977 był podchorążym Wyższej Szkoły Oficerskiej Wojsk Pancernych im. Stefana Czarnieckiego w Poznaniu. 28 sierpnia 1977 roku został promowany przez gen. broni Eugeniusza Molczyka do stopnia podporucznika.
W październiku 1977 roku został przydzielony do 25 Drezdeńskiego Pułku Czołgów Średnich w Szczecinie i wyznaczony na stanowisko dowódcy plutonu czołgów. W kwietniu 1979 roku został dowódcą kompanii czołgów w macierzystym pułku. W pierwszej połowie 1981 roku ukończył sześciomiesięczny kurs dowódców batalionów w Centrum Doskonalenia Oficerów im. gen. armii Stanisława Popławskiego w Rembertowie. W okresie od września 1981 roku do lipca 1984 roku był słuchaczem Akademii Wojsk Pancernych im. marszałka Rodiona Malinowskiego w Moskwie. Studiował na Specjalnym Fakultecie razem z dziewięcioma innymi oficerami WP, w tym z Henrykiem Dziewiątką, późniejszym generałem dywizji. Po ukończeniu studiów i uzyskaniu tytułu oficera dyplomowanego został wyznaczony na stanowisko zastępcy dowódcy do spraw liniowych 11 Pułku Czołgów Średnich w Giżycku. Po objęciu stanowiska został skierowany na trzymiesięczny kurs zastępców dowódców oddziałów do spraw liniowych w "akademii polowej", jak ówcześnie nazywano CDO w Rembertowie. W styczniu 1986 roku został przeniesiony do garnizonu Żagań, w którym objął obowiązki szefa sztabu – zastępcy dowódcy 8 Drezdeńskiego Pułku Czołgów Średnich. Na początku 1987 roku po raz trzeci został skierowany do CDO w Rembertowie, gdzie ukończył trzymiesięczny kurs dowódców oddziałów. W kwietniu tego roku został dowódcą 8 Drezdeńskiego Pułku Czołgów Średnich. 1 sierpnia 1989 roku objął dowództwo 1 Pułku Zmechanizowanego w Wesołej. W lipcu 1990 roku został wyznaczony na stanowisko szefa sztabu – zastępcy dowódcy 1 Warszawskiej Dywizji Zmechanizowanej im. Tadeusza Kościuszki w Legionowie.
W maju 1991 roku powierzono mu stanowisko komendanta 9 Bazy Materiałowo-Technicznej w Rzeszowie z zadaniem rozwinięcia jej w 9 Dywizję Zmechanizowaną. W lipcu 1992 roku objął dowództwo tego związku taktycznego. W następnym roku otrzymał zadanie rozformowania 9 Dywizji Zmechanizowanej i sformowania na bazie jej oddziałów dwóch samodzielnych brygad: 21 Strzelców Podhalańskich i 14 Pancernej. 23 września 1993 roku w Rzeszowie pożegnał historyczny sztandar 9 Drezdeńskiej Dywizji Piechoty po czym rozpoczął Podyplomowe Studia Operacyjno-Strategiczne w Akademii Obrony Narodowej w Rembertowie.
W lipcu 1994 roku objął dowództwo 16 Pomorskiej Dywizji Zmechanizowanej w Elblągu. Na tym stanowisku 3 maja 1996 roku otrzymał z rąk Prezydenta RP, Aleksandra Kwaśniewskiego nominację na generała brygady. Natomiast 28 października 1996 roku, w Centrum Konferencyjnym MON w Warszawie, odebrał z rąk ówczesnego szefa SG WP, gen. broni Tadeusza Wileckiego Znak Honorowy Sił Zbrojnych Rzeczypospolitej Polskiej przyznany 16 Pomorskiej Dywizji Zmechanizowanej.
W kwietniu 1997 roku został wyznaczony na stanowisko szefa sztabu – zastępcy dowódcy Krakowskiego Okręgu Wojskowego w Krakowie. Z dniem 1 stycznia 1999 roku, po rozformowaniu Krakowskiego Okręgu Wojskowego, został szefem sztabu Korpusu Powietrzno-Zmechanizowanego. W maju 2000 roku został wyznaczony na stanowisko szefa szkolenia – zastępcy dowódcy Pomorskiego Okręgu Wojskowego w Bydgoszczy. 17 grudnia 2001 roku objął obowiązki na stanowisku dyrektora Departamentu Kontroli MON. 15 sierpnia 2003 roku Prezydent RP, Aleksander Kwaśniewski wręczył mu nominację na generała dywizji. 31 marca 2006 roku został oficjalnie pożegnany przez Ministra Obrony Narodowej, Radosława Sikorskiego i szefa Sztabu Generalnego WP, gen. broni Franciszka Gągora w związku z zakończeniem zawodowej służby wojskowej. Z dniem 1 kwietnia 2006 roku został przeniesiony do rezerwy.

## Awanse
- podporucznik – 1977
- porucznik – 1979
- kapitan – 1983
- major – 1987
- podpułkownik – 1990
- pułkownik – 1992
- generał brygady – 3 maja 1996
- generał dywizji – 15 sierpnia 2003[2]

## Order i odznaczenia
- Krzyż Oficerski Orderu Odrodzenia Polski (2001)[3]
- Krzyż Kawalerski Orderu Odrodzenia Polski (1995)
- Srebrny Krzyż Zasługi
- Srebrny Medal "Siły Zbrojne w Służbie Ojczyzny"
- Brązowy Medal "Siły Zbrojne w Służbie Ojczyzny"
- Srebrny Medal "Za zasługi dla obronności kraju"
- Brązowy Medal "Za zasługi dla obronności kraju"